# ظل (تصوير)
الظلّ  

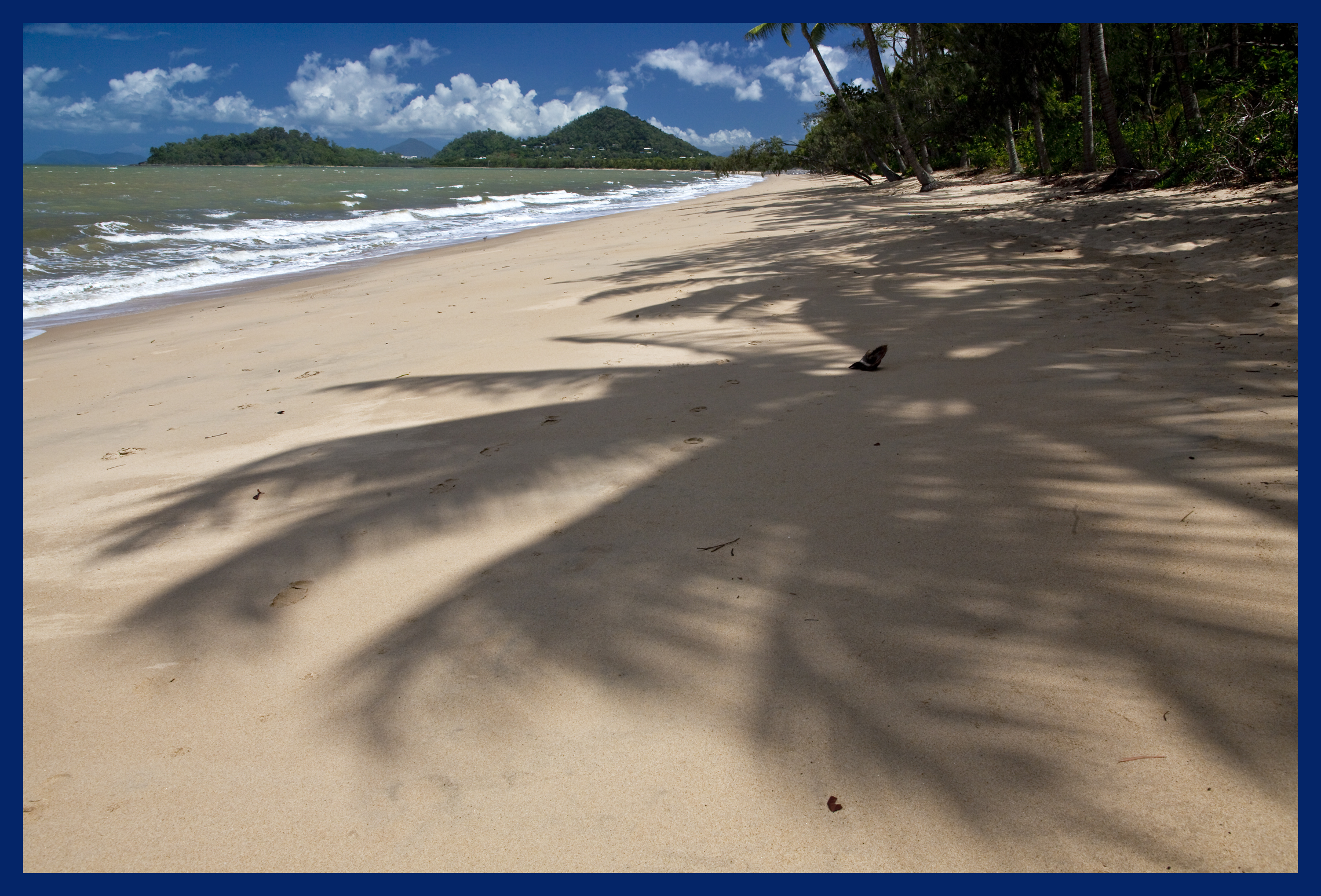

يمثل انحصار أو تكتل لأشعة الشمس على وجه الخصوص لأشعة الشمس المباشرة من خلال أي جسم. يتكون الظلّ من الألوان الرمادية، السوداء، البيضاء. وقد يشير الظلّ أيضا إلى حجب أشعة الشمس من خلال  سقف، شجرة، مظلة ,ظل النافذة أو غطائها، الستائر, أو جسم أخر .
كمّورد
في المناطق المعتدلة والاستوائية حيث تشكل معظم الأماكن على الأرض، الظلّ هو قضية مهمة في توفير التبريد والمأوى من الحرارة الضارة والأشعة فوق البنفسجية المنبعثة والتي يمثل مصدرها  أشعة الشمس.
النباتات
النباتات الخضراء تقوم بإنتاج الظلّ من خلال امتصاص أشعة الشمس لتقوم باستخدامها كطاقة في عملية البناء الضوئي التي تتمثل بإنتاج السكر. حيث انها تقوم بعملية الإنتاج بنشاط مما ينتج عنه تأثير تبريد إضافي على النبات .
من حيث البستنة هنالك أنواع متنوعة من الظلّ:
- الشمس الكاملة - أكثر من خمس ساعات من الشمس المباشرة في اليوم الواحد.
- جزء الظل - ساعتين إلى خمس ساعات من الشمس المباشرة، أو طوال اليوم من خلال الشمس المبقعة أو المرقطة (اشعه الشمس تشرق من فتحات الأشجار) لذلك تبدو أشعه الشمس كالرقط أو البقع.
- الظل الكامل - أقل من ساعتين من أشعة الشمس المباشرة خلال اليوم الواحد.

تحت ظلة أشجار الغابات الكثيفة يمكن أن تكون شدة الضوء منخفضة جدا. التكيفات الخاصة تنتج تسامح الظل حيث يمثل قدرة النباتات على تحمل مستويات الإضاءة المنخفضة والتي تسمح للنباتات بالبقاء على قيد الحياة في طبقة النبت الحرجي تحت ظلة (أو تيجان) الشجر. بالإضافة إلى ذلك يمكن للظلّ داخل ظلة الشجر أن يستثير استجابات تجنب الظل تقوم النباتات بمد وإطالة سيقانها أو أغصانها للحصول على الضوء لتحقيق عملية التمثيل الضوئي الأمثل.